# Episodi di Shaun, vita da pecora (quinta stagione)
Questa voce contiene l'elenco degli episodi della quinta stagione della serie TV animata Shaun, vita da pecora, trasmessa sul canale inglese CBBC dal 5 settembre 2016.
| n° (serie) | n° (stagione) | Titolo originale     | Titolo italiano          | Prima TV Gran Bretagna | Prima TV Italia |
| ---------- | ------------- | -------------------- | ------------------------ | ---------------------- | --------------- |
| 131        | 1             | Out Of Order         | Fuori servizio           | 5 settembre 2016       |                 |
| 132        | 2             | Karma Farmer         | Una questione di destino | 6 settembre 2016       |                 |
| 133        | 3             | Spoilsport           | Il guastafeste           | 7 settembre 2016       |                 |
| 134        | 4             | Baa-d Hair Day       | Che giornataccia!        | 8 settembre 2016       |                 |
| 135        | 5             | The Farmer's Nephew  | Il nipote                | 9 settembre 2016       |                 |
| 136        | 6             | Babysitter Bitzer    | Il babysitter            | 12 settembre 2016      |                 |
| 137        | 7             | Dodgy Lodger         | Un losco inquilino       | 13 settembre 2016      |                 |
| 138        | 8             | Dangerous Deliveries | Consegne pericolose      | 14 settembre 2016      |                 |
| 139        | 9             | Timmy and the Dragon | Timmy e il drago         | 15 settembre 2016      |                 |
| 140        | 10            | Bitzer's New Whistle | Il nuovo fischietto      | 16 settembre 2016      |                 |
| 141        | 11            | Turf Wars            | Guerre di territorio     | 7 novembre 2016        |                 |
| 142        | 12            | A Prickly Problem    | Un problema spinoso      | 8 novembre 2016        |                 |
| 143        | 13            | Wanted               | Ricercato                | 9 novembre 2016        |                 |
| 144        | 14            | Rude Dude            | Che maleducato!          | 10 novembre 2016       |                 |
| 145        | 15            | Keeping the Peace    | Per amor di pace!        | 11 novembre 2016       |                 |
| 146        | 16            | Happy Farmers' Day   | La festa del contadino   | 14 novembre 2016       |                 |
| 147        | 17            | Checklist            | Lista di controllo       | 15 novembre 2016       |                 |
| 148        | 18            | Return To Sender     | Restituito al mittente   | 16 novembre 2016       |                 |
| 149        | 19            | Cone Of Shame        | Il cono della vergogna   | 17 novembre 2016       |                 |
| 150        | 20            | Sheep Farmer         | L'allevatore di pecore   | 18 novembre 2016       |                 |